# Pontifícia Universidade Católica de Campinas
Die Päpstliche Katholische Universität von Campinas (port.: Pontifícia Universidade Católica de Campinas) ist eine brasilianische Universität päpstlichen Rechts.
Die Hochschule wurde 1941 in Campinas im brasilianischen Bundesstaat São Paulo, etwa 100 Kilometer nördlich der Stadt São Paulo, gegründet. 1955 erhielt sie die Anerkennung als Universität, 1972 erfolgte durch Papst Paul VI. die Anerkennung als Universität päpstlichen Rechts.
Circa 20.000 Studenten werden von circa 2.500 Professoren und Dozenten unterrichtet. Rektor ist Wilson Denadai, Vize-Rektorin ist Angela de Mendonça Engelbrecht.

## Fakultäten
- Lebenswissenschaften (Biologie, Pharmazie, Pflege, Physiotherapie, Sprachtherapie, Medizin, Ernährung, Zahnmedizin, Psychologie, Ergotherapie)
- Umwelt- und Technikwissenschaften (Systemanalyse, Architektur, Städtebau, Umwelttechnik, Bauingenieurwesen, Computertechnik, Elektrotechnik, Mathematik, Physik, Chemie)
- Wirtschaftswissenschaften (Ökonomie, Volkswirtschaft, Betriebswirtschaft, Buchhaltung)
- Sozialwissenschaften (Bibliothekswissenschaften, Erziehung, Sport, Sozialwissenschaften)
- Sprach- und Kommunikationswissenschaften (Kommunikations- und Mediendesign, Journalismus, Literatur, Werbung und Öffentlichkeitsarbeit)
- Geisteswissenschaften (Sozialwissenschaften, Philosophie, Theologie, Geschichte)